# Stroitel-Stadion (Salihorsk)
Das Stroitel-Stadion (belarussisch Будаўнік стадыён; russisch Строитель стадион; deutsch ‚Stadion des Bauarbeiters‘) ist ein Fußballstadion mit Leichtathletikanlage in der belarussischen Stadt Salihorsk. 

## Geschichte
Die 1973 errichtete Anlage war zunächst für sportliche Aktivitäten der Salihorsker Firma Стройтреста № 3 bestimmt. Erst nach Umbauten im Jahr 2006 war das Stadion für die Heimspiele des FK Schachzjor Salihorsk geeignet, gelegentlich tritt der Verein im ein Kilometer südwestlich gelegenen Schachzjor-Stadion an. Zurzeit gibt es eine Tribüne, es finden insgesamt 4200 Zuschauer Platz; auf der Ostseite soll eine zweite Tribüne errichtet werden.

## Internationale Fußballspiele
Internationale Fußballbegegnungen fanden im Stroitel-Stadion bislang ausschließlich im Rahmen von Spielen des FK Schachzjor Salihorsk in der UEFA Champions League, der UEFA Europa League oder im UEFA Intertoto Cup statt.
| Datum                       | Wettbewerb               | Gegner                                 | Ergebnis |
| --------------------------- | ------------------------ | -------------------------------------- | -------- |
| 12. Juli 2006               | Champions League 2006/07 | NK Široki Brijeg                       | 0:1      |
| 23. Juni 2007 15. Juli 2007 | Intertoto Cup 2007       | FC Ararat Jerewan Tschornomorez Odessa | 4:1 0:2  |
| 29. Juni 2008 13. Juli 2008 | Intertoto Cup 2008       | KS Cracovia SK Sturm Graz              | 3:0 0:0  |
| 14. Juli 2011               | Europa League 2011/12    | FK Ventspils                           | 0:1      |
| 19. Juli 2012               | Europa League 2012/13    | SV Ried                                | 1:1      |
| 18. Juli 2013               | Europa League 2013/14    | FC Milsami                             | 1:1      |